# Avenue d'Argenteuil
L'avenue d'Argenteuil est une voie de communication située à Asnières-sur-Seine et à Bois-Colombes. Elle marque la limite entre ces deux communes.

## Situation et accès

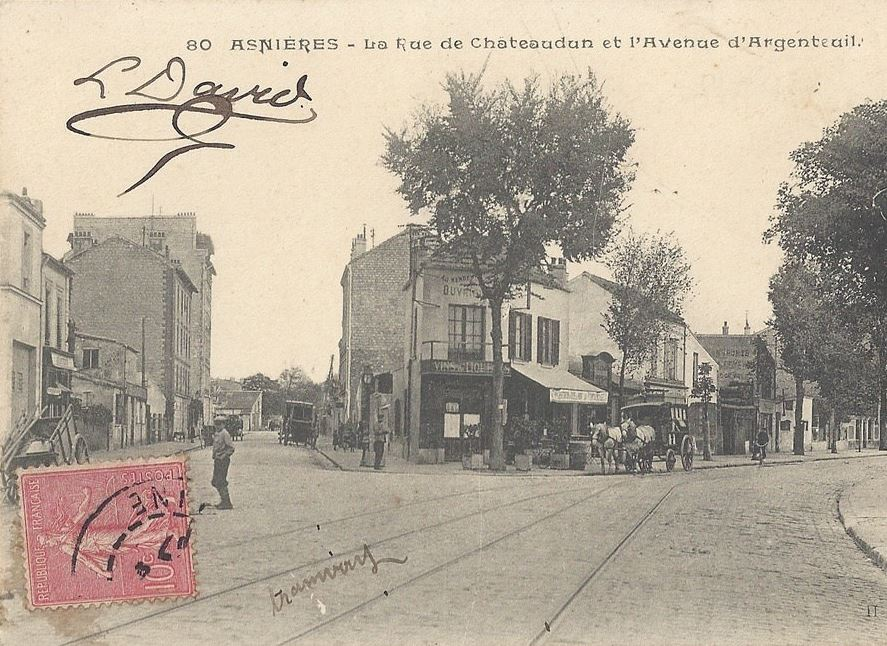
L'avenue d'Argenteuil à l'angle de la rue de Châteaudun, aujourd'hui rue du Révérend-Père-Christian-Gilbert.

Cette avenue suit le tracé de la route départementale 909.
Commençant au carrefour de l'avenue de la Marne et de la rue Gallieni, elle croise tout d'abord la rue de Nanterre, et ensuite, passe la place de la Comète traversée par la rue de Colombes, qui se dirige vers Bois-Colombes.
Progressant toujours vers le nord, elle rencontre ensuite le boulevard Voltaire au carrefour des Bourguignons.
Elle croise ensuite la rue du Ménil, près du square du Souvenir-Français. Elle se termine au carrefour des Quatre-Routes de Colombes, où elle est prolongée par l'avenue de Stalingrad.

## Origine du nom
L'avenue d'Argenteuil tient son nom de la ville d'Argenteuil, dans le Val-d'Oise, vers laquelle elle se dirige.

## Historique
Le 21 mars 1915, durant la première Guerre mondiale, une bombe lancée d'un ballon dirigeable allemand Zeppelin immatriculé LZ-29, explose no 70 avenue d'Argenteuil,.
Le 15 septembre 1918, pendant le même conflit, une autre bombe explose sur le no 143 avenue d'Argenteuil, lors d'un raid effectué par des avions allemands.
En 2017, des travaux y sont effectués pour ramener la voirie aux nouvelles normes des traversées piétonnes pour les personnes à mobilité réduite.

## Bâtiments remarquables et lieux de mémoire
- Vers le no 17 se trouvait le cimetière de la ville, auparavant situé place de l'Église puis transféré définitivement rue du Ménil, où il devient le cimetière ancien d'Asnières-sur-Seine[5].
- Église Notre-Dame-du-Perpétuel-Secours d’Asnières-sur-Seine, construite en 1934.